# Джордж Фредерік Наджент, VII граф Вестміт

Герб графів Вестміт.

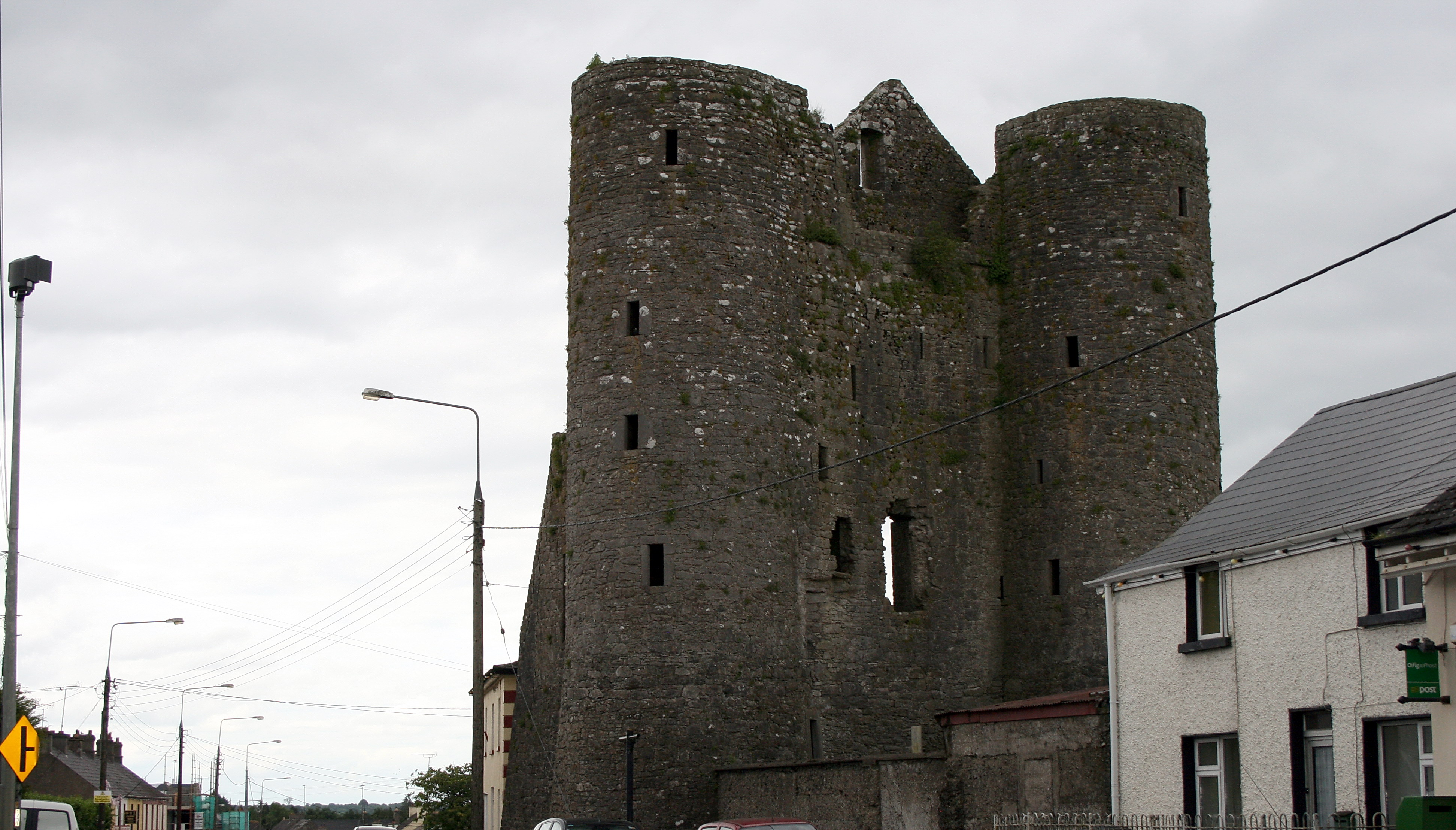
Замок Наджент.

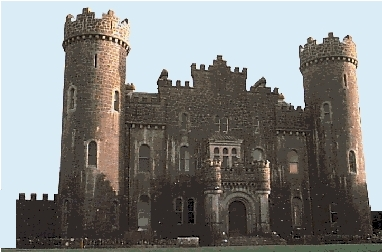
Замок Клонін (Делвін).

Джордж Фредерік Наджент (18 листопада 1760 – 30 грудня 1814) – VII граф Вестміт, лорд Делвін, ірландський аристократ, пер Ірландії, депутат парламенту Ірландії, політик, член Таємної Ради Ірландії. Став відомим завдяки скандальному розлученню з дружиною Маріанною Джеффірс та завдяки судовій справі щодо цього розлучення. 

## Життєпис

### Молоді роки
Джордж Фредерік Наджент був єдиним сином, що вижив і дожив до смерті свого батька – Томаса Наджента - VI графа Вестміт та його другої дружини Кетрін Вайт – дочки Генрі Вайта з Пітчфордтауну (графство Кілдер). Джордж Фредерік Наджент був обраний в Парламент Ірландії – в нижню палату – Палату громад. Депутатом він був з 1780 до 1792 року. У 1792 році помер його батько і він успадкував титул графа Вестміт. У 1793 році він став членом Таємної Ради Ірландії. У Таємній Раді Ірландії він обіймав посади Титулованого Радника (Custos Rotulorum) від графства Вестміт та ревізора закордонних справ. У 1796 році він брав участь у придушенні чергового повстання за незалежність Ірландії. 

### Шлюб
У 24 роки Джордж Фредерік Наджент одружився з Маріанною Джеффріс, на рік старшою за нього. Вона була дочкою майора Джеймса Сент-Джона Джеффрі з замку Бларні та Арабелли Фіц-Гіббон – дочки Джона Фіц-Гіббона та сестрою Джона Фіц-Гіббона – І графа Клер. Про неї лишилися свідчення сучасників як про жінку «великої краси, з прекрасною освітою та багатьма талантами». Вона була багатою. Сучасники писали, що це шлюб був по коханню і перші роки шлюбу були щасливими. Але через шість років вони ролучилися – він жив в Ірландії, а вона в Лондоні. Маріанна стала кохонкою Августа Каведіш-Бредшоу – молодшого сина сера Генрі Каведіша – ІІ баронета та брата Річарда Каведіша – ІІ барона Вотерпарк. Джордж Фредерік Наджент довго ввагався, перш ніж почати процес розлучення – почався скандал, процес був довгим і дорогим, розлучення потребувало спеціального акту парламенту, виникли фінансові конфлікти. Крім того, чоловік-рогоносець з такою високою посадою та титулом став фігурою загальних глузувань, в тому числі в пресі. Навіть під час виконання службових обов’язків полковника ірландської міліції, коли він виконуючи службову справу зайшов до спальні одруженої жінки, йому тут же сказали, що ця жінка є добропорядною дружиною, на відміну від деяких інших жінок. Крім того, щодо розлучення претензії сторін стосувались великої як на ті часи суми грошей – 20 000 фунтів стерлінгів. Судовий процес був просто неминучим і він набув загального розголосу.  

### Цивільний позов
Справа була відкрита 20 лютого 1796 року. У справу був залучений Баррі Елвертон – головний барон Казни Ірландії. Обидві сторони залучили у справу відомих на той час юристів: Джона Толлера – генерального адвоката Ірландії, Вільяма Сауріна – майбутнього генерального прокурора Ірландії, що виконував обов’язки позивача, Джона Філпота Куррана, що виконував обов’язки відповідача. Судовий процес викликав величезний резонанс в суспільстві, зал суду був переповнений, преса про цей судовий процес писала багато і детально. В якості свідків були залучені слуги графів Вестміт, які давали свідчення про подружню зраду. Курран влаштував перехресний допит і це викликало великий інтерес в суспільстві і смакування деталей справи в пресі. Потім Курран виголосив промову наповнену красномовством, хоча він мусив визнати, що перелюб доведено. Красномовство Куррана мало вплинуло на суд – присяжні визнали подружню зраду (не дивлячись на те, що подружжя вже кілька років жило окремо), що присудив компенсацію за моральні збитки в 10 000 фунтів стерлінгів. Лишилося невідомим, чи вдалося стягнути з Бредшоу цю суму грошей, бо він все життя був бідним – він все життя намагався випросити якусь вакантну посаду, але йому постійно відмовляли. Розлучення було ухвалене окремим актом парламенту того ж року і в листопаді Маріанна та Бредшоу одружилися. Вона прожила набагато більше своїх чоловіків і померла в 1849 році у віці 90 років. Бредшоу помер в 1832 році в бідності. У 1797 році Джордж Фредерік Наджент одружився з леді Елізабет Мур – дочкою Чарльза Мура – І маркіза Дрогед та леді Ен Сеймур-Конвей. 
Як депутат парламенту Джордж Фредерік Наджент підтримав акт утворення Об’єднаного Королівства Великої Британії та Ірландії в 1800 році – Ірландія втратила навіть видимість автономії. Джордж Фредерік Наджент став представником Ірландії в Парламенті Об'єднаного Королівства. Помер він 30 грудня 1814 року.   

## Родина
Від першого шлюбу Джорджа Фредеріка Наджента були діти, але вони померли в дитинстві. Вижив тільки один син:
- Джордж Наджент – став І маркізом Вестміт.

Від другого шлюбу Джордж Фредерік Наджент мав п’ятеро дітей – 2 сини і з дочки: 
- Робер Наджент
- Томас Наджент
- Елізабет Наджент
- Кетрін Наджент
- Мері Наджент

Шлюби молодшого Джорджа Наджента – І маркіза Весміт не була щасливішими, ніж у батьків: два з трьох шлюбів закінчилися розлученням. Його перша дружина - леді Емілі Сесіл, з обуренням згадувала, що її свекруха Маріанна запропонувала їй завести роман з герцогом Веллінгтон, щоб допомогти кар’єрі чоловіка, схоже, що Маріанна не шкодувала про власну невірність щодо Джорджа старшого.